# Downlands Cancara
Downlands Cancara (1er mai 1975 - juin 2006) est un étalon Trakehner élevé en Angleterre, célèbre pour avoir incarné le cheval noir de la Banque Lloyds dans une série de publicités pour la télévision britannique.